# جيمس وايتسايد ماكاي
جيمس وايتسايد ماكاي (بالإنجليزية: James Whiteside McCay)‏ (و. 1864 – 1930 م) هو سياسي أسترالي، ولد في Ballynure ‏، ويحمل رتبة عسكرية Lieutenant general (Australia) ‏، توفي في ملبورن، عن عمر يناهز 66 عاماً.

## مناصب
تولى منصب
- وزير الدفاع  [لغات أخرى]‏ 18 أغسطس 1904–2 يوليو 1905
- عضو مجلس النواب الأسترالي ‏ 29 مارس 1901–12 ديسمبر 1906
- عضو الجمعية التشريعية في فيكتوريا ‏

.

## التعليم
تعلم في كلية الحقوق في ملبورن ‏
.

## جوائز
حصل على جوائز منها:
- نيشان الإمبراطورية البريطانية من رتبة فارس قائد
- نيشان القديسين ميخائيل وجرجس من رتبة فارس قائد
- نيشان الحمام من رتبة مرافق  [لغات أخرى]‏
- وسام جوقة الشرف من رتبة قائد